# O2 Aréna (London)
Az O2 Aréna egy többfunkciós fedett aréna a londoni O2 szórakoztató- és sportkomplexum belsejében, Greenwich kerületben, Délkelet-Londonban, az Egyesült Királyságban.
23 000 fős befogadóképességével (függ a rendezvény típusától) ez Európa egyik legnagyobb arénája a MEN Arénával (Manchester), a Lanxess arénával (Köln) és a Belgrád Arénával (Belgrád) párhuzamban.
Megnyitását követően átvette „A világ legtöbb rendezvényének helyt adó aréna” címet a MEN Arénától, amely 2001 óta birtokolta ezt a címet.

## Építészete
Az aréna az év heteinek száma szerint 52 m magas, az év napjainak száma szerint átmérője 366 m valamint az év hónapjainak száma szerint 12 tartóoszlopa van. A műanyag, melyből teteje készült, mindössze 1 mm vastagságú és elég erős ahhoz, hogy ellenálljon az időjárásnak és a tartókábelek feszítésének is. Ideiglenes épületnek szánták, ám mivel az anyag 50 évet kibír, még 40 évig fennmaradhat. 2012-től új attrakciót kínálnak, fel lehet mászni az aréna tetejére.

## Az aréna története
A Millennium Experience kiállítás 2000. december 31-ét követő bezárása után a Millennium Dome-ot egy lízingszerződés keretében átvette a Meridian Delta Ltd. 2001-ben, hogy szórakoztató komplexumot létesítsen az átalakított épületben.
Az átalakítási munkálatok 2003-ban kezdődtek és 2007-ben fejeződtek be.
Mivel a födém alatt a darukkal való munka lehetetlen volt, így a különleges anyagú ponyva-tetőt a földön szerelték össze és utólag emelték a magasba. Az aréna helyiségeit és szerkezeti kialakítását ezután építették a födém köré. Az aréna épülete - ami magába foglalja a küzdőteret és a lelátókat - teljesen elkülönülő egység az O2 belsejében található egyéb épületektől. Az aréna egymagában az O2 épület-térfogatának 40%-át teszi ki.
A lelátón kialakított ülésrend változtatható akárcsak a MEN Aréna esetén. A küzdőtér kialakítása is változtatható, így lehet fedett jégpálya, kosárlabda csarnok, kiállítási terület, konferencia terem, koncert- és privát események helyszíne.
Az arénát úgy építették meg, hogy a visszhang problémákat kiküszöböljék, ami korábban a londoni zenei események helyszíneinek hátrányos tényezője volt.
A U2 együttes hangmérnöke, Joe O’Herlihy közösen együttműködve hangzásszakértő mérnökökkel kidolgozta azokat a tényezőket, amelyek az aréna tökéletes zenei hangminőségét adják, így például a födém hangelnyelő képességű anyagát, és a lelátók legalsó részén kialakított stratégiai fontosságú ülőhelyeinek visszhang csökkentését.
Annak ellenére, hogy az O2 Aréna csak az év 7 hónapjában van nyitva a látogatók előtt, 2007-ben több, mint 1,2 millió jegy eladását tudhatja magáénak, ezzel kiérdemelve a világ harmadik legforgalmasabb koncert és családi rendezvény helyszíne címet, szorosan a MEN Aréna (1,25 millió/év) és a New York-i Madison Square Garden (1,23 millió/év) után.
2008-ban elnyerte az első helyet ugyanebben az összehasonlításban a maga éves több, mint 2 milliós jegyeladásával.

## Zenei események
- 2007.06.23.: az Anschutz (AEG) vállalat megnyitotta az arénát egy - az O2 személyzetének szervezett - koncert keretében. Az O2 Premier nevű koncerten felléptek: Peter Kay, Tom Jones, Kaiser Chiefs és Basement Jaxx. A koncert házigazdája Dermot O'Leary volt. Ezt követően a Snow Patrol nevű rock-együttes koncertet adott a környék lakóiból, szponzorokból, egy online internetes vetélkedő nyerteseiből és helyi vállalkozások alkalmazottaiból összeállt közönségnek.
- 2007.06.24.: Bon Jovi nyilvános koncertjével hivatalosan is megnyílt az átalakított O2
- Az O2 aréna neve a londoni zenei élet nagy eseményeinek szinonimájává nőtte ki magát. Ennek a folyamatnak első lépése volt, amikor 2007 nyarán Prince egy 21 éjszakás koncertsorozatot adott a helyszínen, majd ezt követte az újraegyesített Spice Girls 17 showból álló fellépése, 2008-ban pedig Kylie Minogue 7 estés koncert-sorozata. 2009. júniusban Britney Spears mind a 8 showját telt házas közönség előtt adta (annak ellenére, hogy még az utolsó percekben is volt jegyértékesítés, hogy minden hely elkeljen), 2009 júliusától pedig Michael Jackson 50 adásos koncertsorozatát ütemezték be 2010. februárig, melyre elővételben minden jegy elkelt.
- 2007.07.18-án és az azt követő két napon Barbra Streisand telt házas koncerteket adott.
- 2007.07.21-én Keane koncertjét rendezték meg az arénában, amely később a Keane Live DVD-n is megjelent.
- 2007.09.05-én Sir Elton John a Las Vegas-i Red Piano Show exkluzív koncert-sorozatának első londoni előadását adta, melyet megismételt további két alkalommal 2008. decemberben és egy ráadás show-val 2008.12.31-én éjszaka.
- 2007.11.22-én Kanye West a Glow in the Dark turnéjának egyik állomása itt volt. Az eseményt az a pletyka övezte, hogy a turné további állomásait törlik az előadó édesanyjának halála miatt. A turné egy évvel később, 2008. november 11-én és 12-én folytatódott az arénában.
- 2007.11.15-én a My Chemical Romance rock-banda koncertet adott európai turnéja egyik állomásaként. Előzenekar a Mindless Self Indulgence volt.
- 2007.12.10-én a Led Zeppelin 27 év után először adott egy-estés koncertet Ahmet Ertegün zenei producer tiszteletére Ahmet Ertegün Tribute Concert címmel.

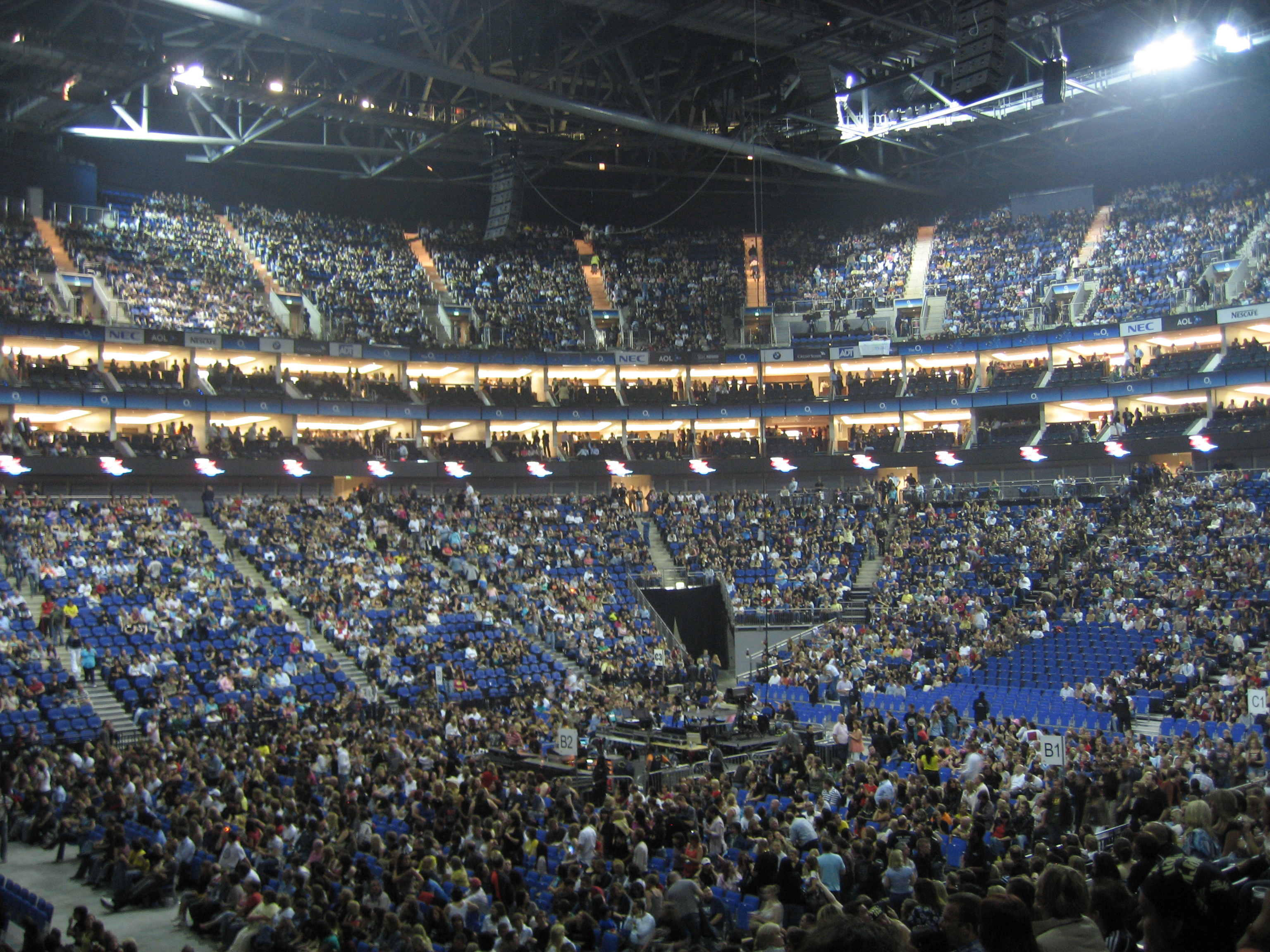
Az aréna nézőtere előadás előtt

- 2007.12.15-től az újraegyesített Spice Girls egy 17 estés koncertsorozatot adott a Reunion Tour turnéjuk londoni állomása keretében. 23.000 jegy az értékesítés első napján mindössze 38 másodperc alatt elfogyott.
- 2008.01.28-án és másnap a Linkin Park a Minutes to Midnight Tour turnéjuk két állomását adta az arénában.
- 2008.03.20-án a The Eagles együttes itt indította el a Lond Road Out of Eden világ körüli turnéját.
- 2008.04.20-án a Cirque du Soleil Delirium című musical show-jának utolsó előadása itt zajlott.
- 2008.05.06-án és 8-án Celine Dion Taking Chances Tour világ körüli turnéjának két állomása az arénában volt.
- 2008.05.16-án a brit Girls Aloud együttes Tangled Up turné egyik koncertjét adta.
- 2008.07.26-án, 27-én, 29-én és 30-án, valamint augusztus 1-jén, 2-án és 4-én Kylie Minogue a nagy költségvetésű KylieX2008 világ körüli turnéjának 7 telt házas koncertjét tartotta.
- 2008.08.08-án Tiesto a Search of Sunrise 7 nyári party-sorozatával az első DJ volt, aki az O2 arénában fellépett. A party 5 órán át tartott és különlegessége egy 200 négyzetméteres LED-fal volt.
- 2008.09.08-án Stevie Wonder a Wonder Summer’s Night Tour európai koncert-sorozatának első állomását itt tartotta.
- 2008.10.13-án és november 7-én a Queen és Paul Rodgers a Cosmos Rocks európai turnéjának két állomása keretében játszott az arénában.
- 2008.12.16-án, 17-én és 18-án a Coldplay koncertezett.
- 2009.01.28-án és 29-én a Pussycat Dolls World Domination Tour keretében adott két showt.
- 2009.03.03-án, 4-én, 7-én, 8-án és május 3-án Tina Turner Tina: Live in Concert Tour világ körüli turnéját hozta el az O2 arénába. Ez volt az első alkalom, hogy 9 év óta az énekesnő az Egyesült Királyságban fellépett, a turné anyagi szempontból kivételes sikerrel zajlott, hiszen az összes londoni előadása telt házas volt, a bevétel pedig meghaladta a 10 millió dollárt.
- 2009.03.06-án a Fall out Boy Believers Never Die:Parte Deux World Tour turnéja alkalmából koncertezett itt.
- 2009.03.28-án a Metallica különleges jótékonysági koncertet adott a Death Magnetic nagylemezük megjelenése alkalmából. Egyelőre ők tartják a legmagasabb nézőszám rekordját az arénában. 19 017 fő vett részt a banda harmadik koncertjén hat hónap után.
- 2009.04.14-én és 16-án az AC/DC itt indította el a Black Ice World Tour világ körüli turnéjának brit sorozatát.
- 2009.04.26-án és május 23-án, 24-én a brit Girls Aloud együttes az Out of Control turné három estés koncertjét adta.
- 2009.05.25-én Beyoncé itt kezdte meg az I am… Tour Egyesült Királyságbeli turnéját. A nagy igényre való tekintettel a turnét kibővítették további előadásokkal. 2009-ben összesen 7 estén át játszott az arénában, ezzel a második helyet szerezte meg azon előadók közül, akik a legtöbb show-t adták egy turné alatt az O2-ben. Őt előzte meg Britney Spears a maga 8 estés koncert-sorozatával. 2009. november 14-én, 15-én, 16-án Beyoncé turnéjának DVD változata itt készült a show-k alatt.
- 2009.06.03-án Britney Spears nyolc estés show-t adott a The Circus Starring:Britney Spears turnéja keretében. Az eredetileg csak 2 estés előadásra tervezett állomást további 6 koncerttel egészítették ki a nagy érdeklődés miatt.

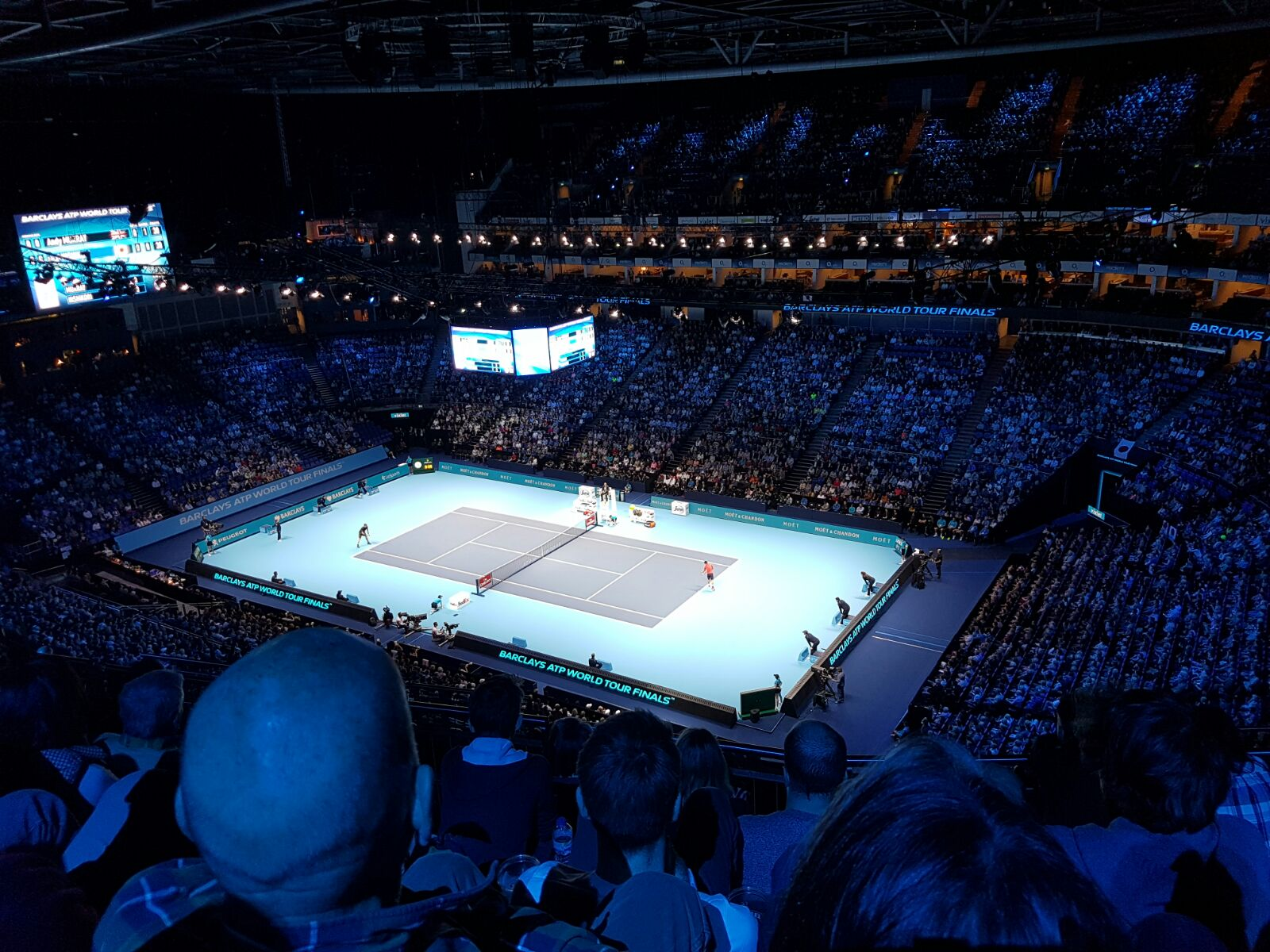
A teniszpályája az arénában mérkőzés közben

- 2009.06.19-én a Pet Shop Boys koncertet adott és december 21-én újabb előadás alkalmával visszatértek az arénába.
- 2009 júliusában Michael Jackson 50 koncertes turnéja volt beütemezve egészen 2010. február végéig, azonban az énekes halála miatt a turnét törölték. Ez lett volna minden idők leghosszabb koncert-sorozata az O2 Arénában. Mind az 50 előadásra a jegyek már elővételben elkeltek.
- 2009.07.04-én és 5-én Madonna itt nyitotta meg a Sticky and Sweet Tourjának 2009-es nyári, második koncert-sorozatát.
- 2009.07.15-én a Nine Inch Nails együttes itt zárta az Egyesült Királyságbeli turnéját. A zenekar frontembere, Trent Reznor szerint a következő 10 évben nem terveznek újabb fellépést. Előzenekaruk a Jane’s Addiction volt akikhez csatlakozott Gary Numan a NIN/JA Wave Goodbye turné keretében.
- 2009.08.18-án az amerikai Pearl Jam rock-banda az európai turnéjuk utolsó koncertjét itt adta. Új Backspacer nevű albumukról a Supersonic című számot itt játszották először. A show alatt, mielőtt Pearl Jam a Rats című számot játszotta volna, Eddie Vedder eljátszotta a „Ben” intróját Michael Jackson iránti tisztelgése jeléül.
- 2009.10.23-án és 24-én a Green Day két előadást adott a 21st Century Breakdown Tour jegyében. Négy év után ez volt az első koncertjük az EK-ban.
- 2009.11.04-én a norvég a-ha együttes a Foot of The Mountain turnéjuk állomása kapcsán koncertezett.
- 2009.11.10-én a Backstreet Boys koncertezett a This is Us világ körüli turnéjuk állomásaként. 2008 májusban ugyanitt adtak telt házas előadást az Unbreakable turnéjuk alkalmából.

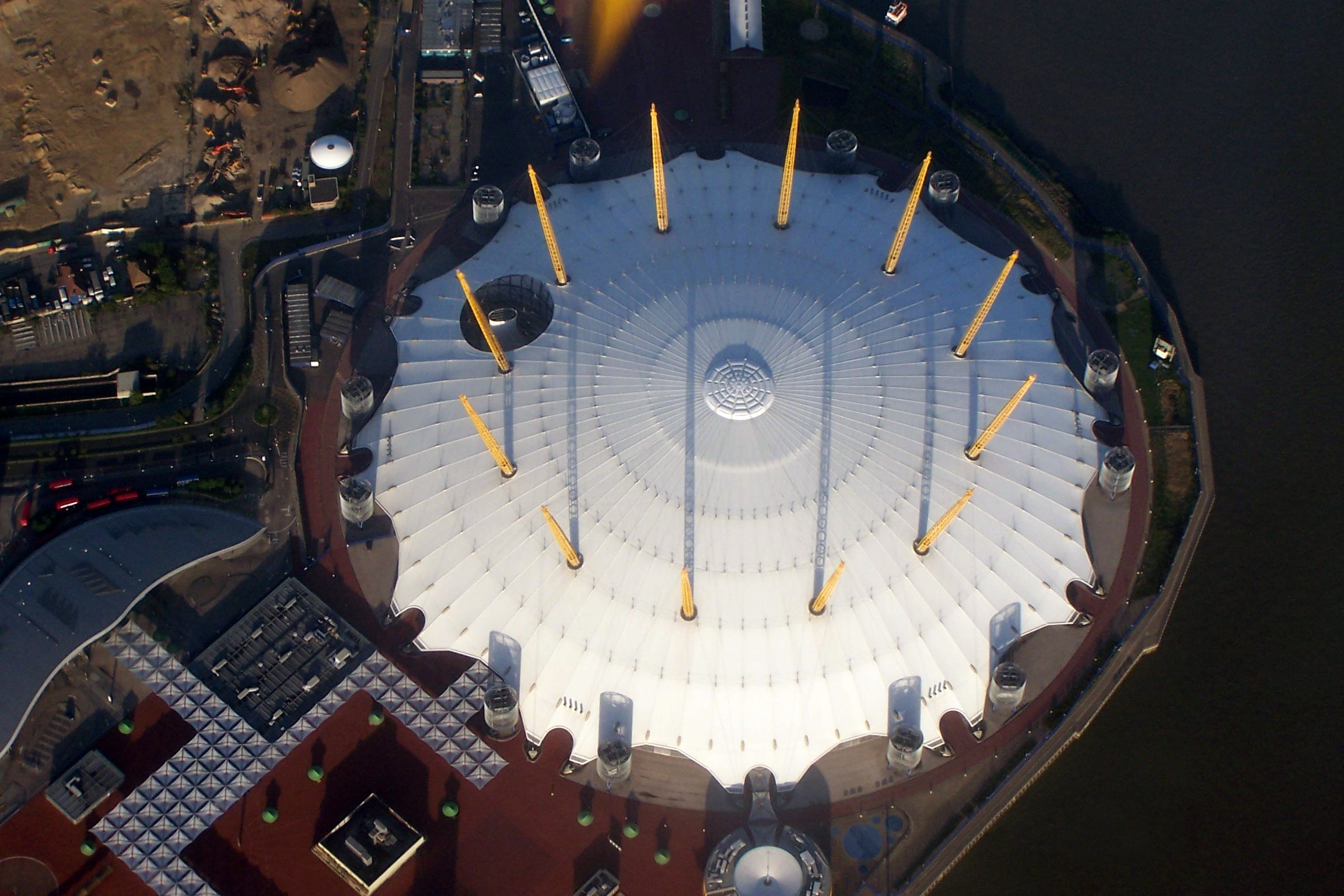
Az O2 Arénának helyt adó épület látványa felülről

- 2009.11.12-én és 13-án a Muse játszott a The Resistance koncert-sorozat jegyében.
- 2009.12.13-án Miley Cyrus 5 estés előadás-sorozata volt az arénába a Wonder World Tour európai állomásaként. Eredetileg csak két koncertet tervezett, azonban a nagy érdeklődésre való tekintettel további 3 koncertet adtak a turnéhoz.
- 2010.02.26-án és 27-én Lady Gaga a The Monster Ball Tour című turnéjával két este koncertezett az arénában. Eredetileg csak egy koncertet tervezett, azonban a nagy érdeklődés és az első koncert jegyeinek órákon belüli felvásárlása miatt újabb estét adtak a turnéhoz.
- 2010.04.25-én, 26-án és 28-án Whitney Houston három estén át koncertezett az I look at you című várva-várt turnéja alkalmából.
- 2010.06.07-én Bon Jovi 11 koncertre szóló szerződést kötött az arénával, melyeket a The Circle Tour turnéba építettek be.
- 2010.06.12-én, 14-én és 16-án Leona Lewis világ körüli turnéja részeként 3 estés koncerten lépett fel.
- 2013.02.23-án, 24-én a One Direction a Take Me Home Tour első állomásaként itt adott koncertet.

## Sportesemények

### Olimpia
A tervek szerint a 2012-es londoni olimpia gimnasztika (torna) versenyeit 16.500 fős nézőszámmal, valamint a kosárlabda döntő-mérkőzéseket 20.000-es nézőszámmal az arénában rendezik meg. A NOB szponzorálási szabályzata szerint az esemény időtartamára az aréna a North Greenwich Arena 1 nevet kapja. A kosárlabda selejtező mérkőzéseket az olimpiai park valamelyik arénájában szervezik. Az O2 közelében épül fel ideiglenesen a North Greenwich Arena 2 nevű ritmikus gimnasztikai és tollaslabda versenyeknek otthont adó épület 6.000 fős nézőtérrel.

### Ökölvívás
2007. július 14-én az épületben első alkalommal rendeztek ökölvívást a Commonwealth Boxing Lightweight Championships (Nemzetközösségi Könnyűsúlyú Ökölvívás Bajnokság) keretében, melynek kiemelkedő versenyzője Amir Khan volt.
2008. márciusban David Haye és Enzo Maccarinelli ökölvívó mérkőzésére került sor, majd novemberben Haye kihívója Monte Barrett volt ugyanitt.

### Kosárlabda
2007. október 10-én itt zajlott a Boston Celtics és Minnesota Timberwolves között megrendezett NBA bemutató mérkőzés. A jegyek már négy hónappal korábban elfogytak. Ugyancsak az aréna adott otthont a Miami Heat - New Jersey Nets NBA előszezon mérkőzésének a 2008-09-es szezon előtt. Az előző bemutató mérkőzéshez hasonlóan ebben az esetben is elfogytak a jegyek három hónappal a mérkőzés kezdete előtt.
2009. október 6-án a Chicago Bulls játszott a Utah Jazz ellen bemutató mérkőzést az NBA Europe Live kapcsán. A mérkőzést végül a Chicago Bulls nyerte 102-101-re a 18.689 fős nézőtábor előtt.

### Torna
Itt rendezték a 2009. évi torna világbajnokságot

### Jégkorong
Az aréna két Nemzeti Jégkorong Liga mérkőzésnek adott otthont, melyek a 2008-09-es NHL szezont nyitották szeptember 29-30-án. Mindkét meccs esetén az Anschutz (az aréna üzemeltetőjének anyavállalata) érdekeltségű Los Angeles Kings és helyi rivális csapatuk, a Dél-kaliforniai Anaheim Ducks játszott.

### Tenisz
2007.09.15-én adott otthon az aréna az első Turbo-tenisz tornájának, melyet Andy Murray nyert. 2009 és 2012 között az arénában játsszák az ATP World Tour Finals mérkőzéseket.

### UFC/harcművészetek
Az O2 Arénában rendeztek számos vegyes harcművészeti mérkőzést az Ultimate Fighting Championship alkalmából. (UFC 75, UFC 85, UFC 95, UFC 286)

### Birkózás
A WWE eddig több alkalommal használta az arénát tv-show-k forgatásához: Raw, Smackdown, ECW
Az ilyen show-k egyike volt például a Monday Night Raw és egy epizód a ma már nem futó Heat adásából.
Egy 2008. novemberben zajló WWE Friday Night Smackdown Show adását követően bejelentették, hogy a WWE 2009. áprilistól a forgatásokat újra az O2-ben szervezi.

### Fordítás
- Ez a szócikk részben vagy egészben  a   The O2 arena (London) című angol nyelvű Wikipédia-szócikk fordításán alapul.  Az eredeti cikk szerkesztőit annak laptörténete sorolja fel. Ez a jelzés csupán a megfogalmazás eredetét és a szerzői jogokat jelzi, nem szolgál a cikkben szereplő információk forrásmegjelöléseként.